# Universidade da Silésia em Katowice
A Universidade da Silésia em Katowice (polonês: Uniwersytet Śląski w Katowicach, UŚ) é uma universidade estatal autônoma na província de Silésia, Katowice, Polônia.
A universidade oferece ensino superior e instalações de pesquisa. Oferece programas de graduação, mestrado e doutorado, bem como pós-graduação, pesquisa de pós-doutorado, habilitação, e programas de educação e treinamento contínuos.

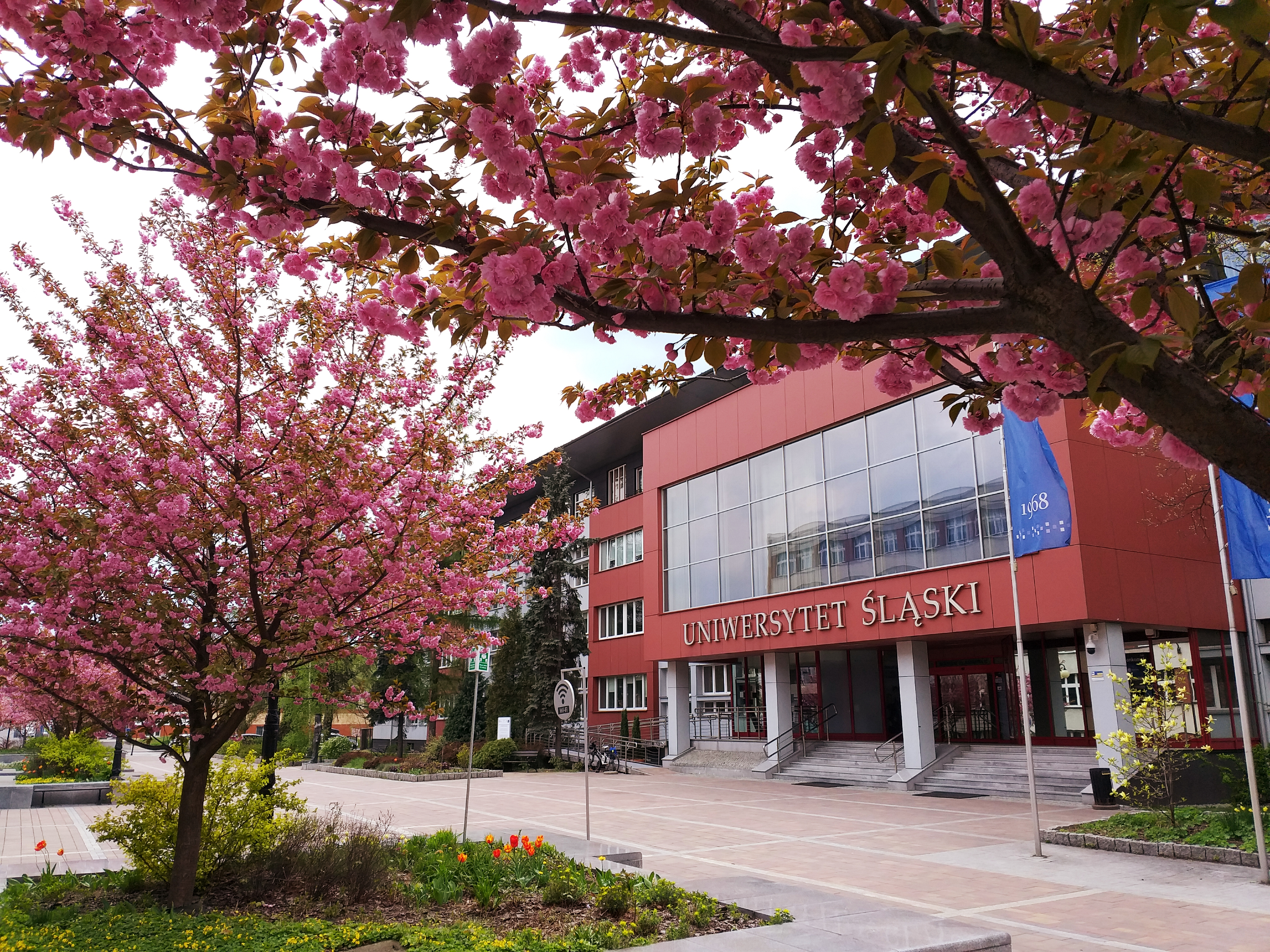
Prédio principal da Universidade.

## História
A história da Universidade da Silésia em Katowice remonta a 1928, quando o Instytut Pedagogiczny w Katowicach (Instituto Pedagógico em Katowice) foi estabelecido em Katowice, que existiu até 1939. Em 1950, a Escola Pedagógica Superior em Katowice foi estabelecida, no entanto, os primeiros preparativos para a formação do que mais tarde se tornaria a Universidade da Silésia em Katowice foram feitos logo após o fim da Segunda Guerra Mundial. Em junho de 1962, uma filial da Universidade Jaguelônica foi estabelecida em Katowice, que se concentrava, além das humanidades, em matemática, física e direito. Juntamente com a Escola Pedagógica Superior em Katowice, estes são os alicerces do que nasceu em 8 de junho de 1968, como a Universidade da Silésia em Katowice. E assim, a 1 de Outubro de 1968, a Universidade (composta por quatro faculdades) teve o seu primeiro ano letivo inaugurado, atendendo quase 6.000 alunos com doze programas, como filologia, pedagogia, psicologia, história, direito, administração, matemática, física, química, educação física, eletrotécnica e mecânica. Três anos depois, a filial da Universidade em Cieszyn foi estabelecida, e nos anos seguintes (1974-1978) seis novas faculdades foram abertas. Nos anos de 2002 e 2003, foram estabelecidas duas últimas faculdades, que tiveram suas raízes em um ramo reformado da Universidade em Cieszyn.

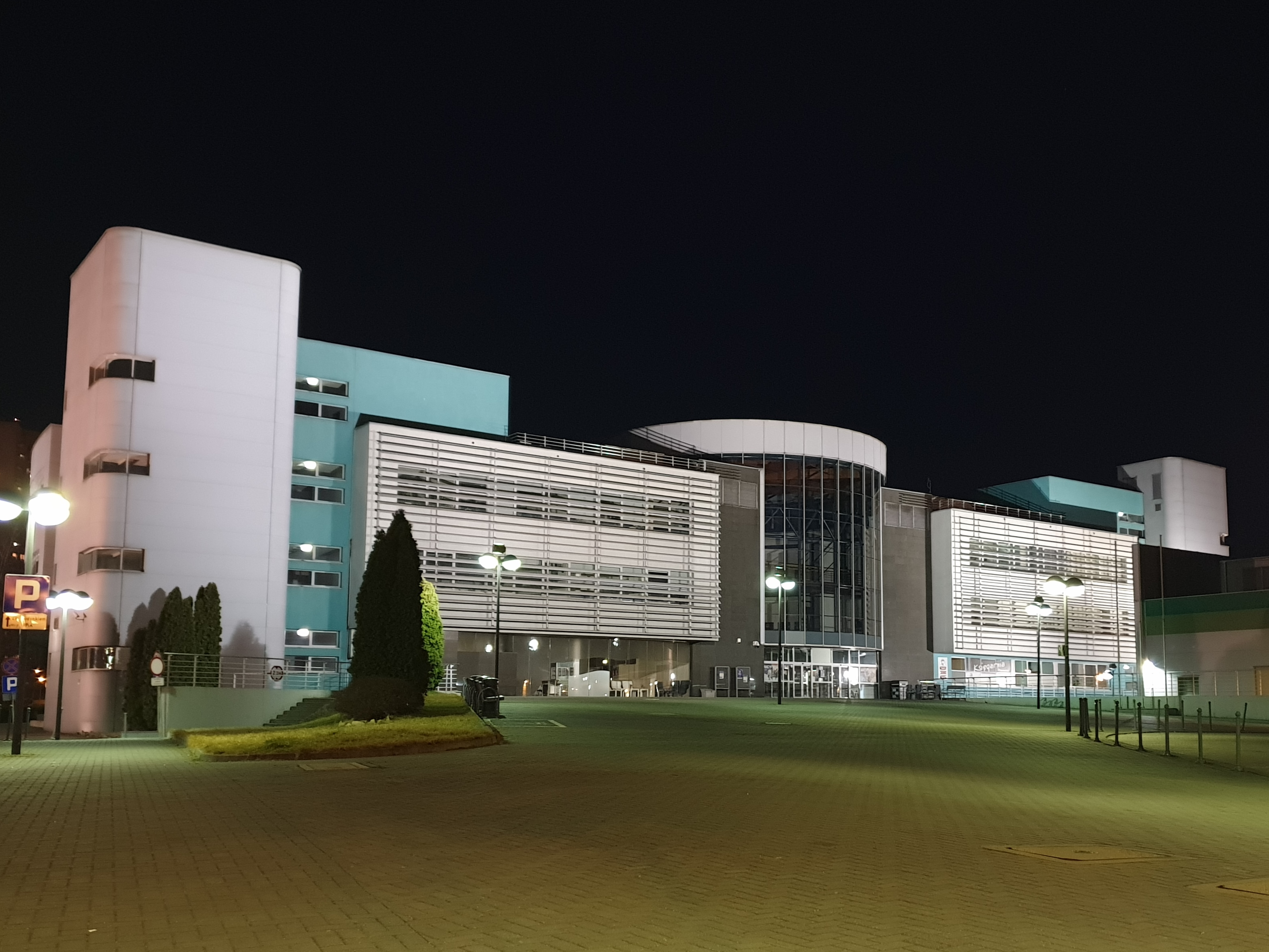
Edifício da Faculdade de Direito e Administração à noite.

## Localização
A Universidade possui instalações em quatro cidades da região: Katowice, Sosnowiec, Cieszyn e Chorzów. A maioria das instalações está em Katowice; o campus principal fica no centro da cidade.
A universidade está no centro de uma região altamente urbanizada e etnicamente complexa, a Associação Metropolitana da Alta Silésia. A indústria pesada tem uma influência significativa e os desafios ecológicos são formidáveis. A universidade tenta manter laços estreitos com as indústrias locais e as tradições da Silésia.

## Departamentos
A Universidade da Silésia em Katowice possui escolas de línguas modernas, ciências naturais e tecnologia, e uma faculdade de formação de professores de línguas.
Está dividida nos seguintes departamentos:
Faculdade de Ciências Humanas.
Faculdade de Ciências Naturais.
Faculdade de Ciências Sociais.
Faculdade de Ciências e Tecnologia.

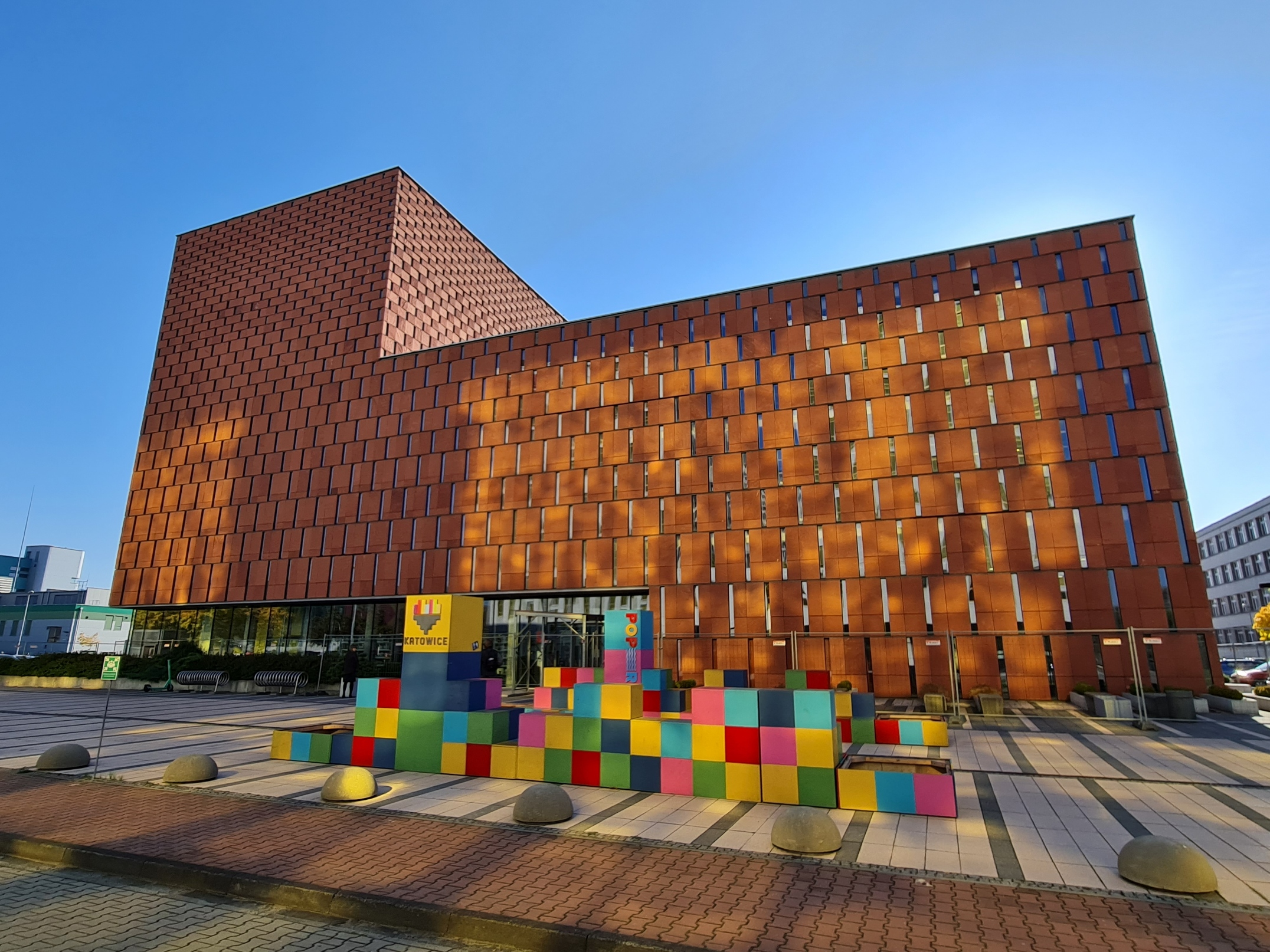
Centro de Informação Científica e Biblioteca Acadêmica da Universidade da Silésia em Katowice.

Faculdade de Direito e Administração.
Faculdade de Letras e Ciências da Educação.
Faculdade de Teologia.
Escola de Cinema Krzysztof Kieślowski.